# 毛枝福建冬青
毛枝福建冬青（学名：Ilex fukienensis f. puberula）为冬青科冬青属福建冬青下的一个变型。

## 扩展阅读
- 維基物種上的相關：毛枝福建冬青